# Anton Bauer (jurista)
Anton Bauer (Marburgo, 16 de agosto de 1772-Alemania; † 1 de junio de 1843 en Göttingen ) fue un jurista alemán que se ocupó en particular de la teoría del derecho penal.

## Vida
Estudió en la Universidad Philipps de Marburg . Desde 1793 profesor particular, en 1797 se convirtió en profesor y asesor del jurado. En 1812 fue trasladado a la Georg-August-Universität Göttingen en el mismo cargo, y a menudo se dedicó a trabajos legislativos. Fue rector de la universidad una vez en Marburgo y tres veces en Göttingen.
Con el título principios de juicio penal, publicó el primer libro de texto independiente sobre derecho procesal penal en 1805, que volvió a publicar en una edición revisada más de 30 años después.
Se dedicó al estudio de la filosofía del derecho penal en su libro de texto sobre derecho natural, más adelante con más detalle en las líneas básicas del derecho penal filosófico . Inicialmente un partidario de la "teoría disuasoria" del jurista Feuerbach, más tarde desarrolló su propia teoría del derecho penal, la "teoría de la advertencia". Presentó esto en 1827 en su libro de texto sobre derecho penal y lo profundizó tres años después en el libro The Warning Theory .

## Producción intelectual

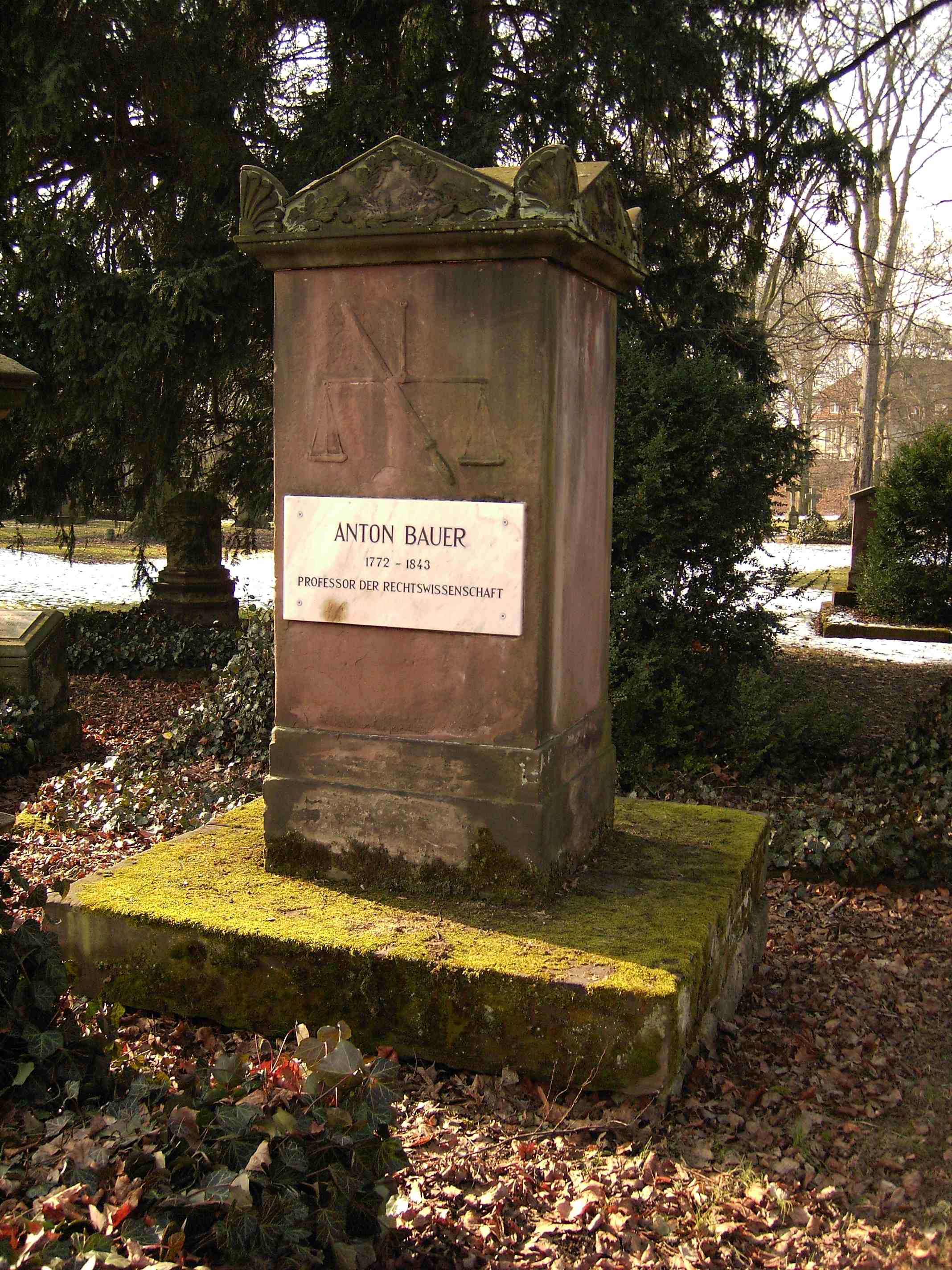
La tumba de Bauer

- Principios del juicio penal, Marburgo 1805
- Libro de texto de derecho natural, Marburgo 1808 (3er. Edición Göttingen 1825)
- Libro de texto de derecho civil napoleónico, Marburgo 1809, 2. Ed. 1812
- Contribuciones a las características y críticas del Código Napoléon, Marburg 1810
- Líneas básicas del derecho penal filosófico, Göttingen 1825
- Libro de texto de derecho penal, Göttingen 1827, 2. Edición 1833
- La teoría de la advertencia y una exposición y evaluación de todas las teorías del Derecho Penal, Göttingen 1830. Traducido por Eugenio Raúl Zaffaroni en el año 2019 con la editorial EDIAR.
- Casos de derecho penal, 4 volúmenes, Göttingen 1835–1839
- Instrucciones para la práctica criminal, Göttingen 1837
- Contribuciones a los derechos principescos privados alemanes, Göttingen 1839
- Libro de texto de procedimientos penales, versión revisada de los principios, Göttingen 1835 (2. Edición de Morstadt, Göttingen 1848)
- Tratados de derecho penal y procedimientos penales, 3 volúmenes, Göttingen 1840–1843
- algunos escritos sobre los borradores del Código Penal de Hannover y del Código de Procedimiento Penal, en cuya redacción y edición participó

Edición
GL Böhmer: Principia juris feudalis, 8. Edición con notas de Bauer, Göttingen 1819
Pese a semejante producción intelectual y ordenador de las teorías de la pena fue casi ignorado de la historia del derecho penal alemán.

## Enlaces web
- Bibliografía relacionada con Anton Bauer en el catálogo de la Biblioteca Nacional de Alemania.
- Ferdinand Spehr (1875), «Bauer, Anton», Allgemeine Deutsche Biographie (ADB) (en alemán) 2, Leipzig: Duncker & Humblot, pp. 139-140.

- Datos: Q91153
- Multimedia: Anton Bauer / Q91153